# Nicolas Le Goff
Nicolas Le Goff (n. 15 februarie 1992, Paris, Franța) este un voleibalist ce a reprezentat Franța, medaliat olimpic. A participat la 2 ediții ale Jocurilor Olimpice (2016, 2020) în care a câștigat o medalie de aur.